# Kartika Airlines
La Kartika Airlines è stata una compagnia aerea indonesiana la cui base principale era l'Aeroporto Internazionale Soekarno-Hatta. La Kartika era elencata nella categoria 2 dall'autorità indonesiana per l'aviazione civile per la qualità della sicurezza aerea.

## Storia
La compagnia aerea, interamente di proprietà di PT Truba, era stata fondata nel 2001 iniziando le operazioni il 15 maggio. È stata messa a terra nel novembre 2004 riprendendo i servizi il 15 giugno 2005, prima di cessare definitivamente le operazioni nel 2010. Kartika Airlines era tra le compagnie indonesiane nella lista nera dell'autorità per l'aviazione civile dell'Unione Europea.

## Destinazioni
- Giacarta – Aeroporto Halim Perdanakusuma e Aeroporto Internazionale Soekarno-Hatta
- Medan – Aeroporto Internazionale di Cracovia-Balice-Giovanni Paolo II
- Palembang – Aeroporto Sultan Mahmud Badaruddin II
- Semarang - Aeroporto di Semarang
- Yogyakarta – Aeroporto Internazionale Adisutjipto
- Pangkalan Bun – Aeroporto di Iskandar
- Padang – Aeroporto Internazionale di Minangkabau[5]

## Flotta
La flotta di Kartika Airlines comprendeva i seguenti aeromobili, usati tutti su rotte interne:
- 3 Boeing 737-200 da 118 posti
- 1 Boeing 737-400 da 168 posti
- 1 McDonnell Douglas MD-83 da 172 posti
- Sukhoi Superjet 100 (15 ordini, mai consegnati con la chiusura della compagnia[6])